# Epithemella
Epithemella es un género de foraminífero bentónico de la subfamilia Annulocibicidinae, de la familia Cibicididae, de la superfamilia Planorbulinoidea, del suborden Rotaliina y del orden Rotaliida. Su especie tipo es Conorbina martinae. Su rango cronoestratigráfico abarca desde el Berriasiense (Cretácico inferior) hasta el Tortoniense (Mioceno medio).

## Clasificación
Epithemella incluye a la siguiente especie:
- Epithemella martinae †